# Tractor

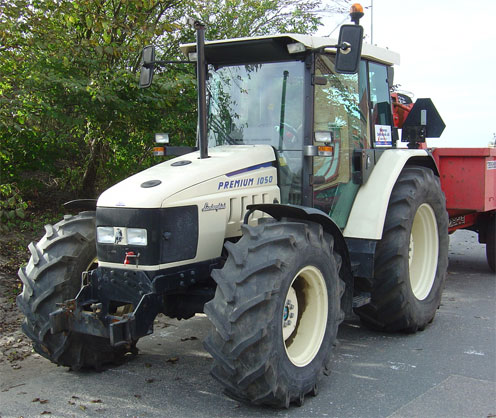
Tractor Lamborghini 1050 con remolque

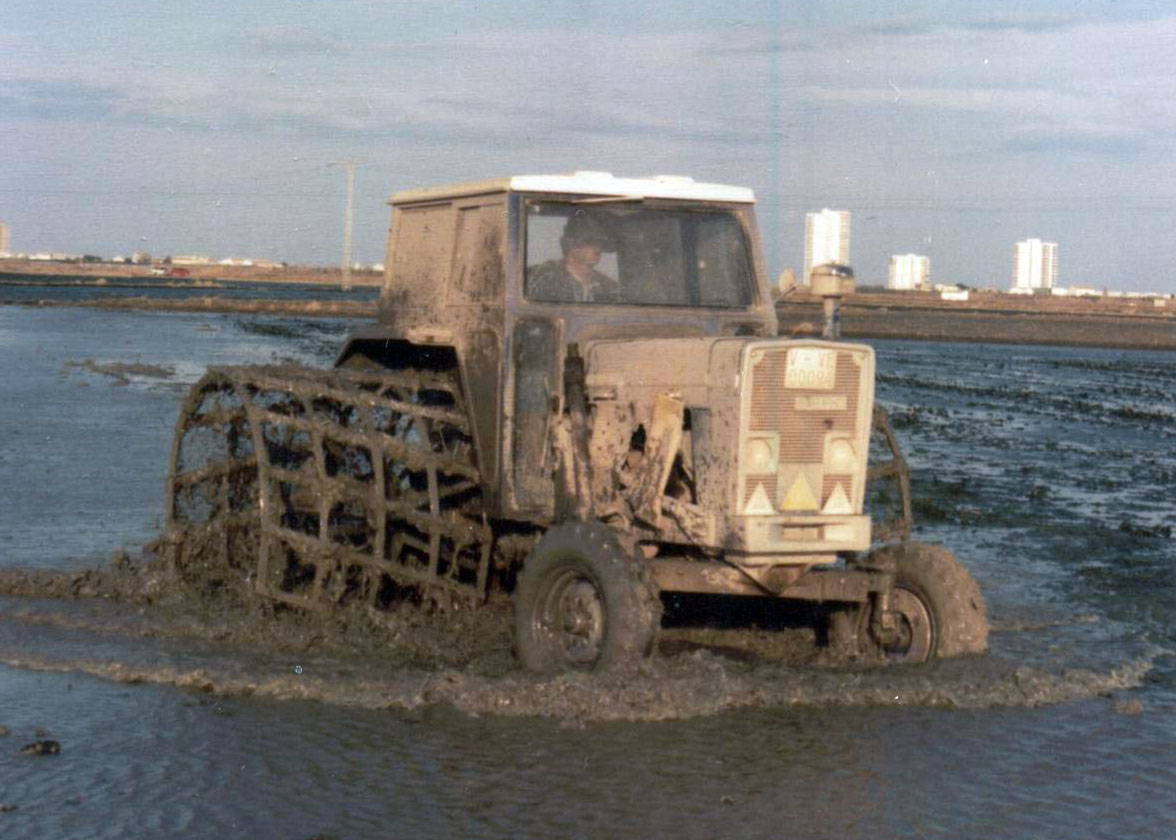
Tractor Ebro con ruedas
especiales

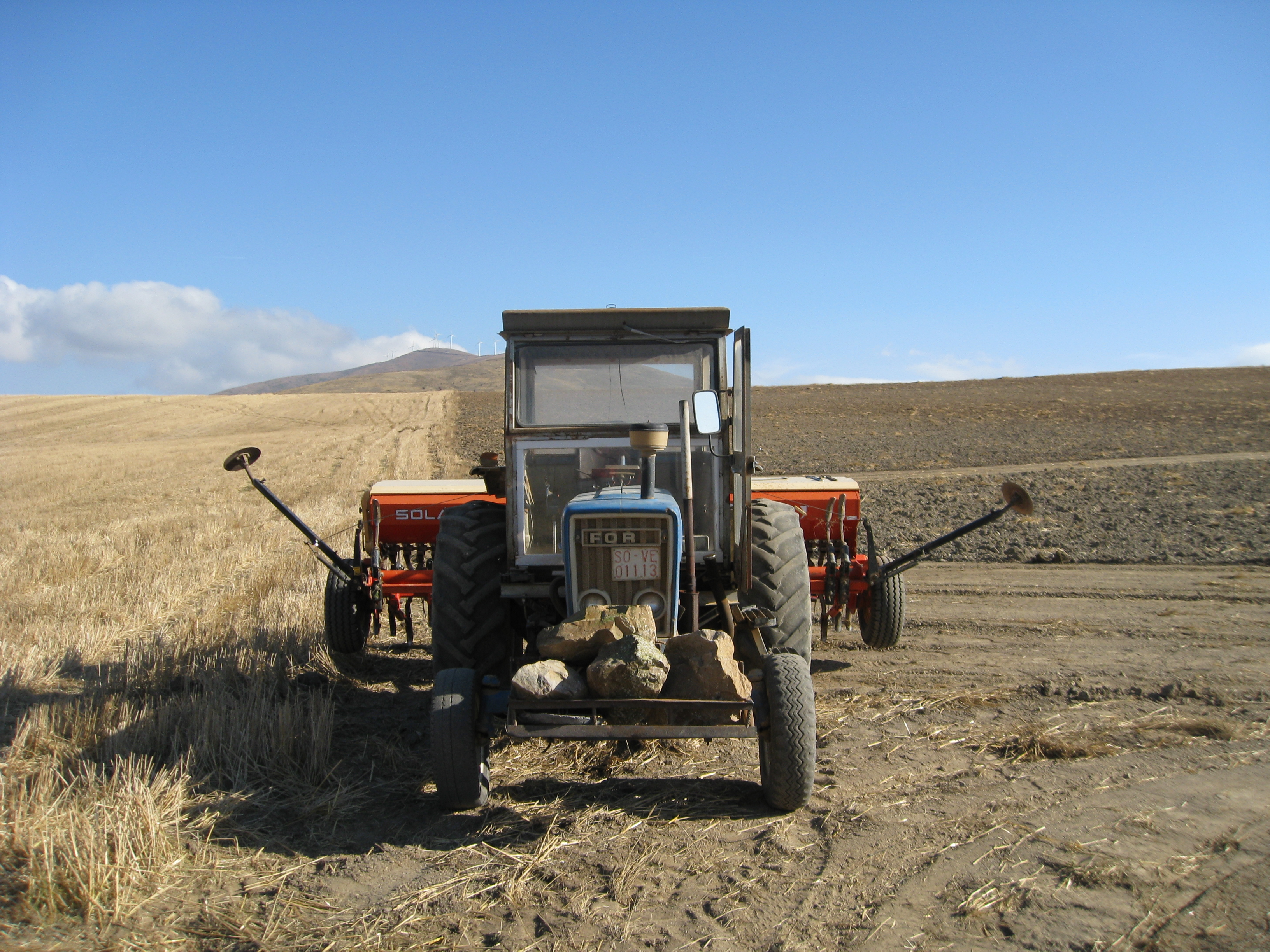
Tractor Ford6600 con sembradora de 4 m y contrapesos de fortuna

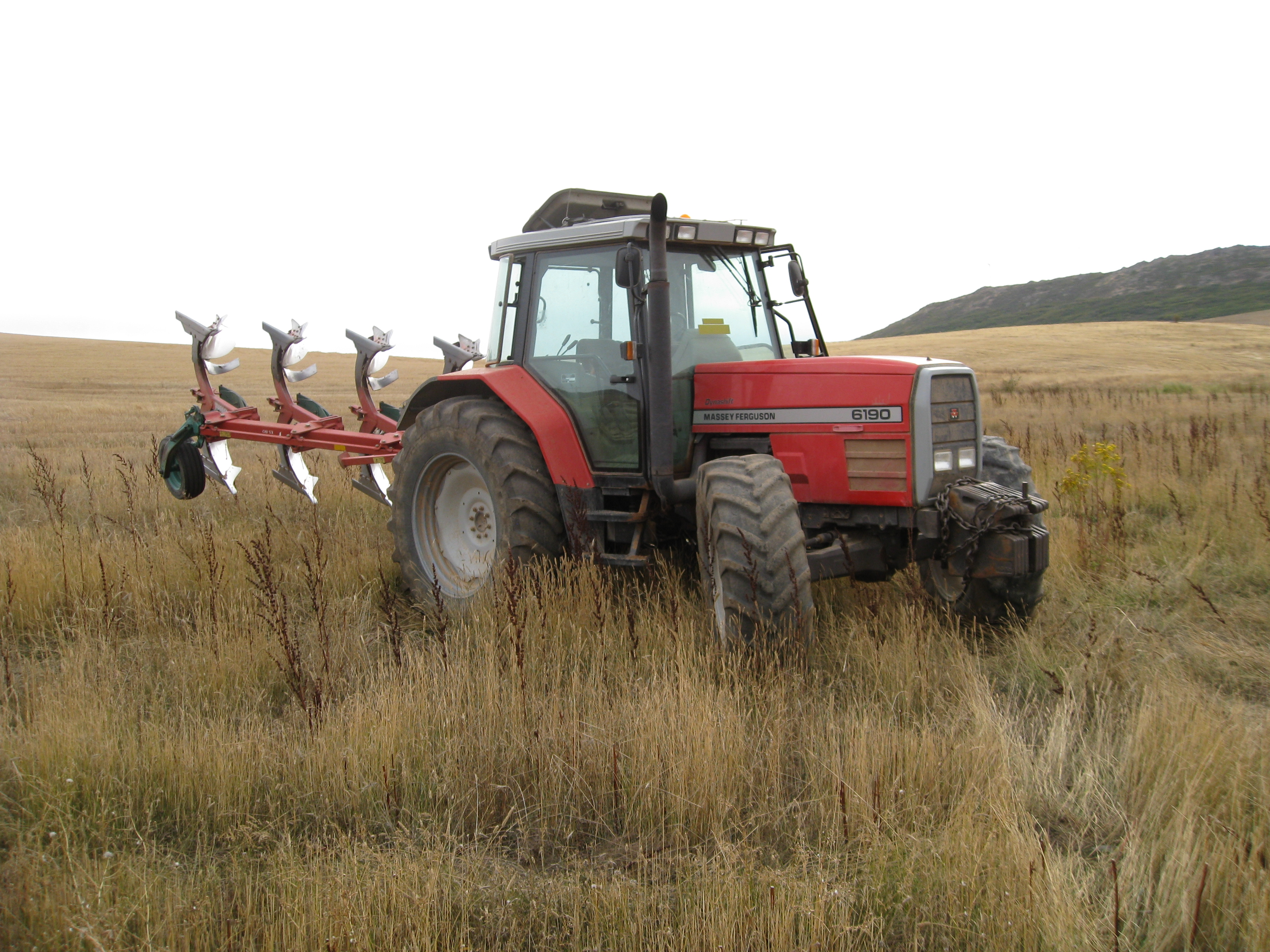
Tractor MF6190 con arado de 4 rejas

Un tractor (del latín tractus, participio pasivo de trahĕre ‘arrastrar’, y -or) es un vehículo especial autopropulsado que se usa para arrastrar o empujar remolques, embarcaciones, aperos u otra maquinaria o cargas pesadas. Hay tractores destinados a diferentes tareas, como la agricultura, la construcción, la náutica, el movimiento de tierras o los mantenimientos de espacios verdes profesionales (tractores compactos). Se caracterizan principalmente por su buena capacidad de adherencia al terreno.
Su uso ha posibilitado disminuir sustancialmente la mano de obra empleada en el trabajo agrícola, así como la mecanización de tareas de carga y de tracción que tradicionalmente se realizaban con el esfuerzo de animales como asnos, bueyes o mulas.

## Origen del término
Según el Diccionario de la Real Academia, el término en español se tomó directamente del inglés tractor, que a su ver procede del latín tractus, de trahĕre, arrastrar. La palabra fue recogida por primera vez en la edición del Diccionario de 1925.

## Historia

### Motores de tracción
Las primeras máquinas agrícolas motorizadas aparecieron a principios del siglo XIX. Los locomóviles eran máquinas de vapor sobre ruedas que se podían usar para accionar maquinaria agrícola mediante poleas y correas flexibles. El inventor inglés Richard Trevithick diseñó el primer motor de vapor estacionario 'semi-portátil' para uso agrícola, conocido como "motor de establo" en 1812, utilizado para accionar una trilladora de maíz. El motor verdaderamente portátil fue inventado en 1893 por William Tuxford de Boston (Lincolnshire), quien instaló sobre un carro un motor de vapor con una caldera de estilo locomotora. Disponía de un gran volante de inercia en el cigüeñal, y se usaba una correa de cuero para transmitir tracción a un eje del carro. En la década de 1850, el ingeniero inglés John Fowler utilizó un motor portátil Clayton & Shuttleworth para arrastrar máquinas agrícolas utilizando cables, en las primeras demostraciones públicas de la aplicación de esta técnica a los cultivos.
Paralelamente al desarrollo inicial del motor portátil, muchos ingenieros intentaron hacerlos autopropulsados: los precursores del locotractor. En la mayoría de los casos, esto se logró colocando una rueda dentada en el extremo del cigüeñal y pasando una cadena desde esta a una rueda dentada más grande en el eje trasero. Estos experimentos tuvieron un éxito relativo. El primer locotractor adecuado, en la forma reconocible hoy en día, se desarrolló en 1859, cuando el ingeniero británico Thomas Aveling modificó un locomóvil Clayton & Shuttleworth, que tenía que ser transportado de un lugar de trabajo a otro por caballos de tiro, en uno autopropulsado. La modificación se realizó colocando una larga cadena de transmisión entre el cigüeñal y el eje trasero.

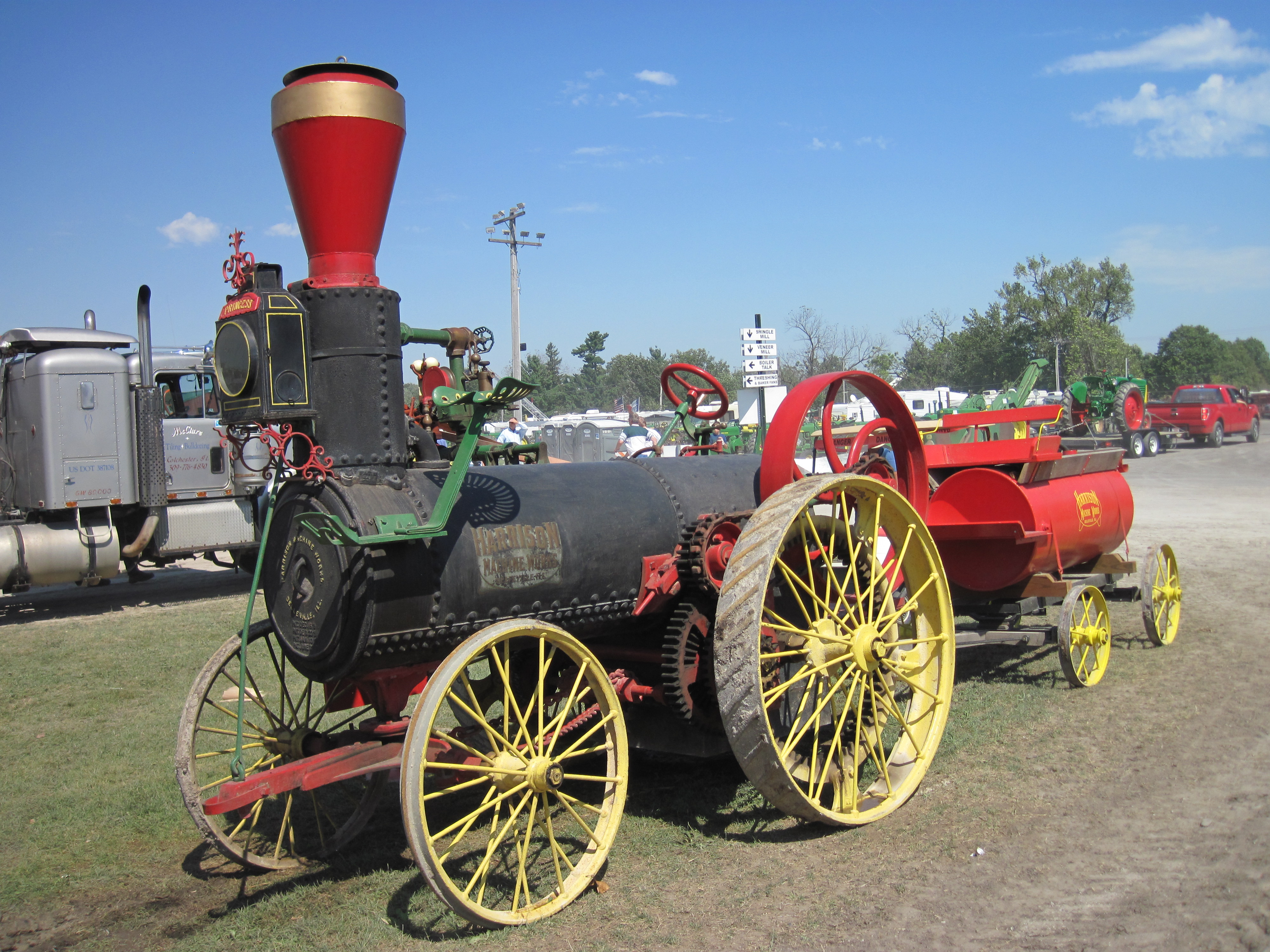
Locotractor de vapor Harrison Machine Works (1882)

La primera mitad de la década de 1860 fue un período de gran experimentación, pero a finales de la década la forma estándar del motor de tracción había evolucionado y cambiaría poco en los sesenta años siguientes, siendo ampliamente adoptado para su uso agrícola. Los primeros tractores fueron máquinas de arar impulsadas por vapor. Se utilizaban en pares, colocadas a ambos lados de un campo para arrastrar un arado de un lado a otro utilizando un cable de alambre. En Gran Bretaña, Mann's y Garrett desarrollaron un tractor de vapor para arar directamente, pero el suelo pesado y húmedo de Inglaterra significaba que estos diseños eran menos económicos que un tiro de caballos. En los Estados Unidos, donde las condiciones del suelo lo permitían, se usaban tractores de vapor para arar directamente los campos. Los locotractores con motor de vapor permanecieron en uso hasta bien entrado el siglo XX, hasta que se desarrollaron motores de combustión interna fiables.

### Tractor de gasolina

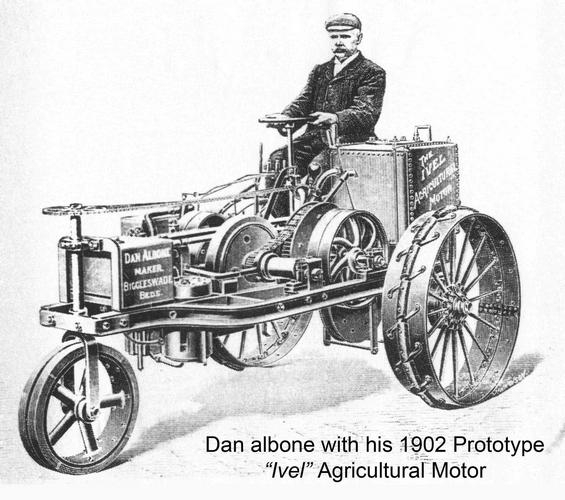
Dan Albone con su prototipo Ivel Agricultural Motor de 1902, el primer tractor exitoso impulsado por gasolina

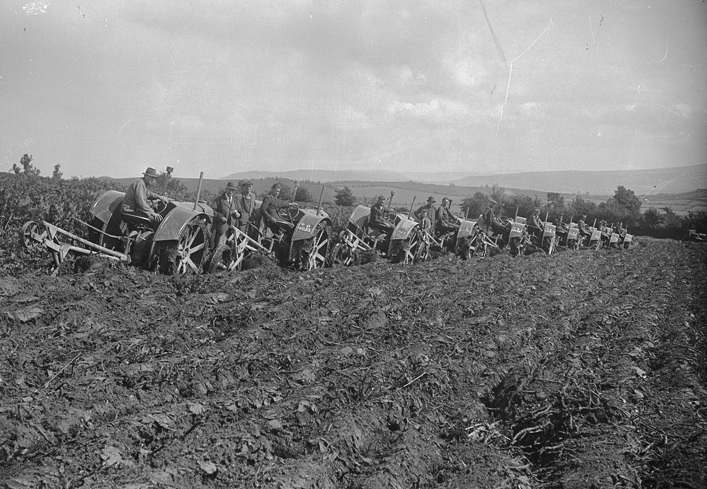
Tractores arando un campo en los años 1940

En 1892, John Froelich inventó y construyó el primer tractor de gasolina en el Condado de Clayton (Iowa), EE. UU. Se montó un motor de gasolina monocilíndrico Van Duzen sobre el chasis de un motor Robinson, que podía ser controlado y propulsado por la caja de cambios desarrollada por Froelich. Después de recibir una patente, Froelich puso en marcha la Waterloo Gasoline Engine Company e invirtió todos sus activos. Sin embargo, la empresa no tuvo mucho éxito, y en 1895 tuvo que cerrar.
A Richard Hornsby & Sons se le atribuye la producción y venta del primer tractor con motor de petróleo en Gran Bretaña, inventado por Herbert Akroyd Stuart. El locotractor de gasolina de seguridad, patentado por Hornsby-Akroyd, se fabricó en 1896 con un motor de 20 CV. La primera unidad fue comprada en 1897 por el Sr. Locke-King, y esta es la primera venta registrada de un tractor en Gran Bretaña. También en ese año, el tractor ganó una Medalla de Plata de la Real Sociedad Agrícola de Inglaterra. Ese tractor sería posteriormente devuelto a la fábrica y equipado con una oruga.
Dan Albone, un inventor británico, construyó en 1901 el primer tractor ligero comercialmente exitoso con un motor de gasolina. Solicitó una patente el 15 de febrero de 1902 para el diseño de su tractor y luego formó la Ivel Agricultural Motors Limited. Los otros directores fueron Selwyn Edge, Charles Jarrott, John Hewitt y Lord Willoughby. Llamó a su máquina Ivel Agricultural Motor; la palabra "tractor" no entró en uso común hasta más tarde. El motor agrícola Ivel era ligero, potente y compacto. Tenía una rueda delantera, con una borde de goma maciza, y dos ruedas traseras grandes como un tractor moderno. El motor utilizaba refrigeración por agua, por evaporación. Tenía una marcha hacia adelante y otra hacia atrás. Una rueda de polea en el lado izquierdo permitía su uso como motor estacionario, impulsando una amplia gama de maquinaria agrícola. El precio de venta de 1903 fue de 300 libras. Su tractor ganó una medalla en el Royal Agricultural Show, en 1903 y 1904. Se construyeron alrededor de 500 unidades, siendo exportados a todo el mundo. El motor original fue fabricado por Payne & Co. de Coventry. Después de 1906, se utilizaron los motores franceses Aster.
El primer tractor estadounidense exitoso fue construido por Charles W. Hart y Charles H. Parr. Desarrollaron un motor de gasolina de dos cilindros y establecieron su negocio en Charles City (Iowa). En 1903, la empresa construyó 15 tractores. Su #3 de 14 000 libras de peso es el tractor de motor de combustión interna más antiguo de los Estados Unidos, y se exhibe en el Museo Nacional Smithsonian de Historia Americana en Washington D. C. Su motor rendía 30 CV en la polea y 18 en la barra de tiro.

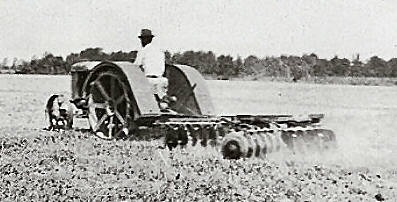
Uno de los primeros Fordson arando un campo en Princess Anne County, Virginia (1925)

En 1908, la Saunderson Tractor and Implement Co. de Bedford introdujo un diseño de cuatro ruedas y se convirtió en el mayor fabricante de tractores de Gran Bretaña en ese momento. Si bien los tractores más pesados anteriores fueron inicialmente muy exitosos, en este momento se hizo cada vez más evidente que el peso de un bastidor de soporte grande era menos eficiente que los diseños más livianos. Henry Ford introdujo un diseño liviano producido en masa que desplazó en gran medida a los diseños más pesados. Algunas compañías siguieron confiando en estos diseños mediocres, como para refutar el concepto, pero no tuvieron éxito en ese esfuerzo.
Aunque al principio no eran populares, estas máquinas que funcionaban con gasolina comenzaron a ponerse de moda en la década de 1910, cuando se hicieron más pequeñas y más asequibles. Henry Ford presentó el Fordson en 1917, un tractor producido en masa muy popular. Fueron fabricados en los EE. UU., Irlanda, Inglaterra y Rusia, y en 1923, Fordson tenía el 77 % del mercado estadounidense. Este modelo prescindía de un bastidor, utilizando la solidez del bloque del motor para mantener la máquina unida. En la década de 1920, los tractores con motor de combustión interna a gasolina se habían convertido en la norma.

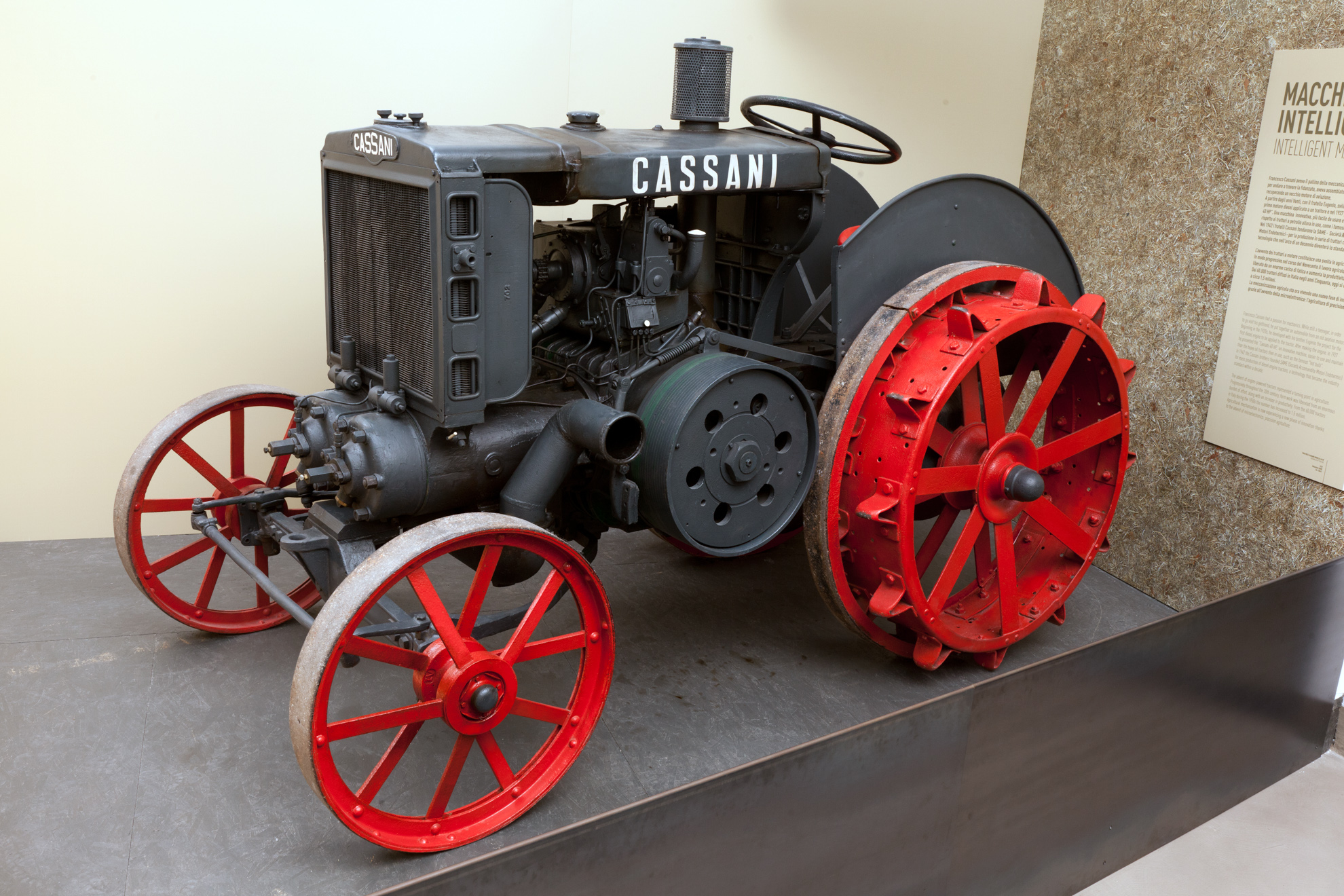
Tractor Cassani modelo 40 CV, en el Museo Nacional de la Ciencia y la Tecnología Leonardo da Vinci de Milán

Los primeros dispositivos para enganchar maquinaria con tres puntos de conexión se experimentaron en 1917. Sin embargo, no se hicieron populares hasta que Harry Ferguson solicitó una patente británica para su enganche tripuntal en 1926. Se trataba de un accesorio de tres puntos para enlazar maquinaria al tractor, siendo la forma más simple y estáticamente determinada de unir dos cuerpos en ingeniería. La Ferguson-Brown Company produjo el tractor Modelo A Ferguson-Brown con un enganche hidráulico diseñado por Ferguson. En 1938 Ferguson entró en colaboración con Henry Ford para producir el tractor Ford-Ferguson 9N. El enganche de tres puntos pronto se convirtió en el sistema de enganche favorito entre los agricultores de todo el mundo. Este modelo de tractor también incluía un eje trasero de toma de fuerza (PTO) que podría usarse para alimentar implementos de tres puntos montados en el enganche, como cortacéspedes con barra de corte. Esta ubicación de toma de fuerza estableció el estándar para futuros desarrollos de tractores.

## Partes del tractor
- Chasis
- Motor
- Transmisión
- Alzamiento hidráulico
- Enganche
- Transmisión hidráulica
- Dirección
- Ruedas

## Tipos

### Tipos de transporte
- Oruga: Es movilizado por un sistema de orugas.

- Neumáticos: Generalmente poseen neumáticos muy anchos para favorecer la adherencia al suelo.

### Tractores según su ámbito

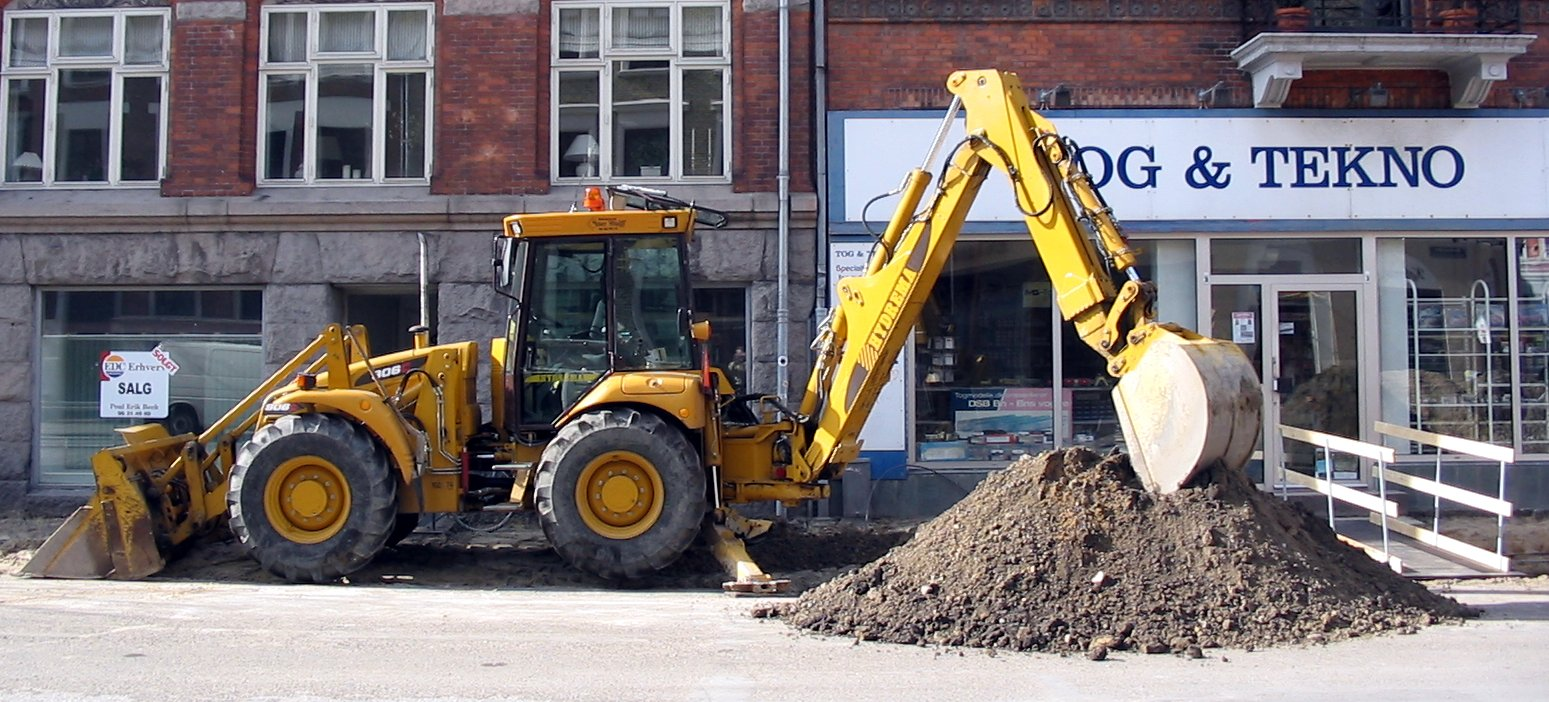
Tractor con pala cargadora y brazo de retroexcavadora.

- Tractor agrícola: Se utiliza para desplazar remolques agrícolas y para realizar tareas agrícolas mediante el uso de aperos.

- Tractor de construcción: Generalmente con accesorios tales como palas o brazos de retroexcavadoras.

- Motocultor: De pequeñas dimensiones, son muy usados en la agricultura mediterránea.

- Tractor remolcador de aeronaves: Se usa para empujar las aeronaves desde las terminales aéreas donde hay pasarela de abordaje (ya que los aviones de por sí no pueden dar marcha atrás) o bien para remolcarlos hacia el hangar.

## Accionamientos especiales

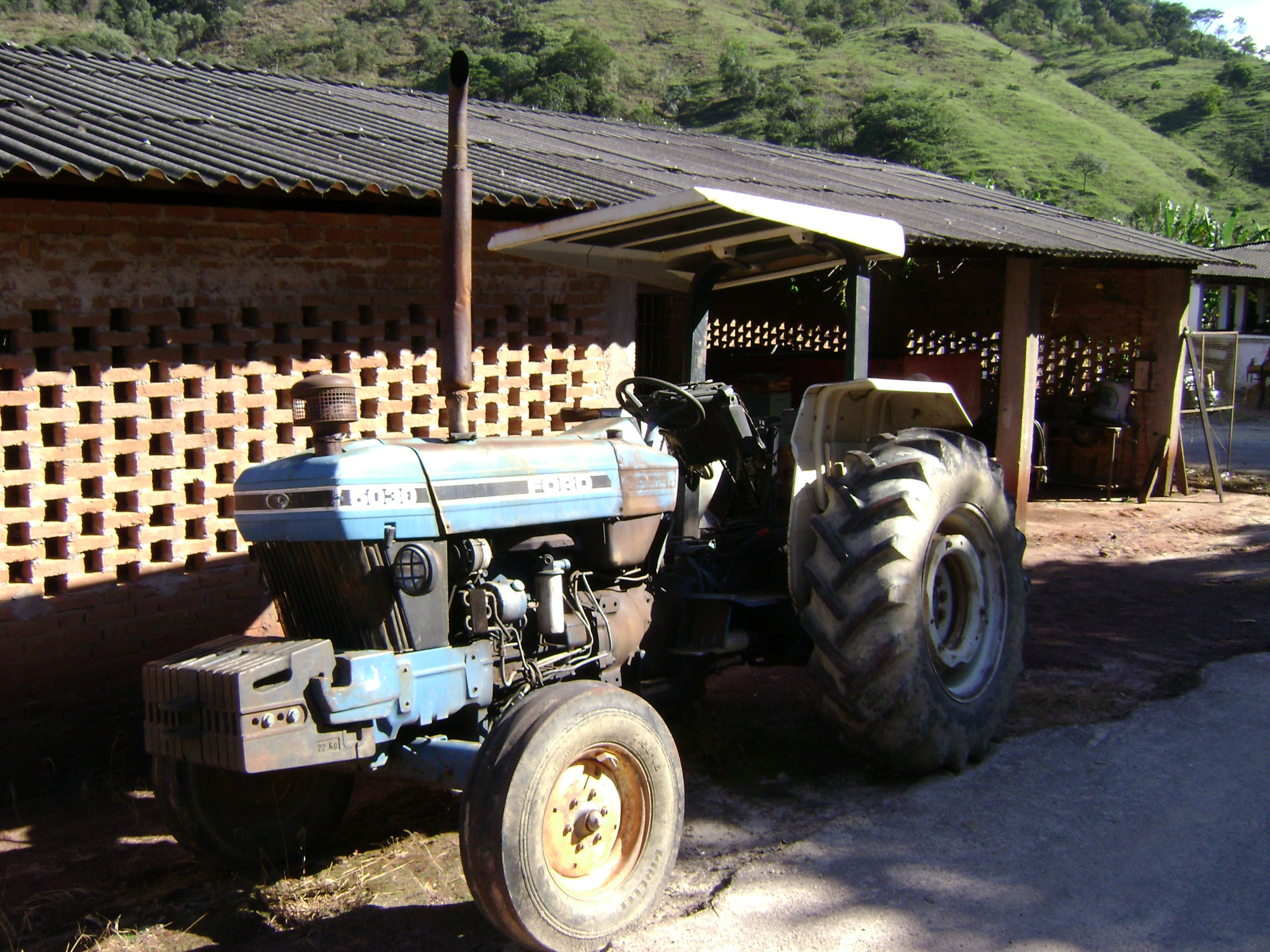
Tractor brasileño.

Un tractor tiene uno o varios sistemas de accionamiento para utilizar aperos. Un tractor agrícola habitualmente tiene en la parte posterior un sistema de tres brazos (actuadores y tensor), denominado enganche tripuntal, mediante el cual levanta y baja la herramienta acoplada como un arado, una empacadora, una picadora, una segadora, un rotabator o una abonadora. Los dos brazos inferiores son accionados habitualmente por una bomba hidráulica mediante un distribuidor, que a su vez es movida por el motor del vehículo. El sistema tripuntal efectúa un movimiento plano de cuadrilátero articulado. De los tres brazos el de arriba es extensible para poder regular el apero. Hoy en día están equipados con sistemas electrónicos de sensibilidad para que cuando se produzca más fuerza de la normal se desplace hacia arriba para evitar roturas del tractor.
Para el accionamiento de algunas herramientas, los tractores agrícolas suelen llevar una toma de fuerza, que consiste en un eje nervado que es accionado por el motor del vehículo mediante una transmisión de engranajes. La transmisión del movimiento rotativo de dicha toma de fuerza a la herramienta se realiza habitualmente mediante un árbol de transmisión articulado con dos cardán. Por norma existen 2 tipos de revoluciones 540 o 1000 rpm, que hacen girar la espiga; normalmente hay muchas medidas disponibles.
Todos los tractores del mercado llevan un sistema paralelo hidráulico con el elevador para poder suministrar un caudal de aceite a los aperos. Por norma el sistema hidráulico suele tener una presión máxima de 220 bar y un caudal máximo de 300 litros por minuto, pudiendo ser todo esto regulado por el operador.
Hoy en día el mundo agrícola va por delante del mundo de la automoción en electrónica. Muchos tractores equipan desde hace años un sistema de diagnóstico de bus CAN, es decir un sistema de dos cables que recorren todo el tractor (can hi y can low) aportando información de todos los sensores, potenciómetros, reguladores, y que son captadas por controladores. Un tractor puede tener los siguientes controladores: motor, transmisión, suspensión delantera, suspensión cabina, controlador de cabina, controlador hidráulico, toma de fuerza, elevador posterior, controlador del climatizador, controlador del apoyabrazos (el 60 % del tractor se maneja desde una consola ubicada en el apoyabrazos derecho del asiento del conductor).

## Seguridad y salud

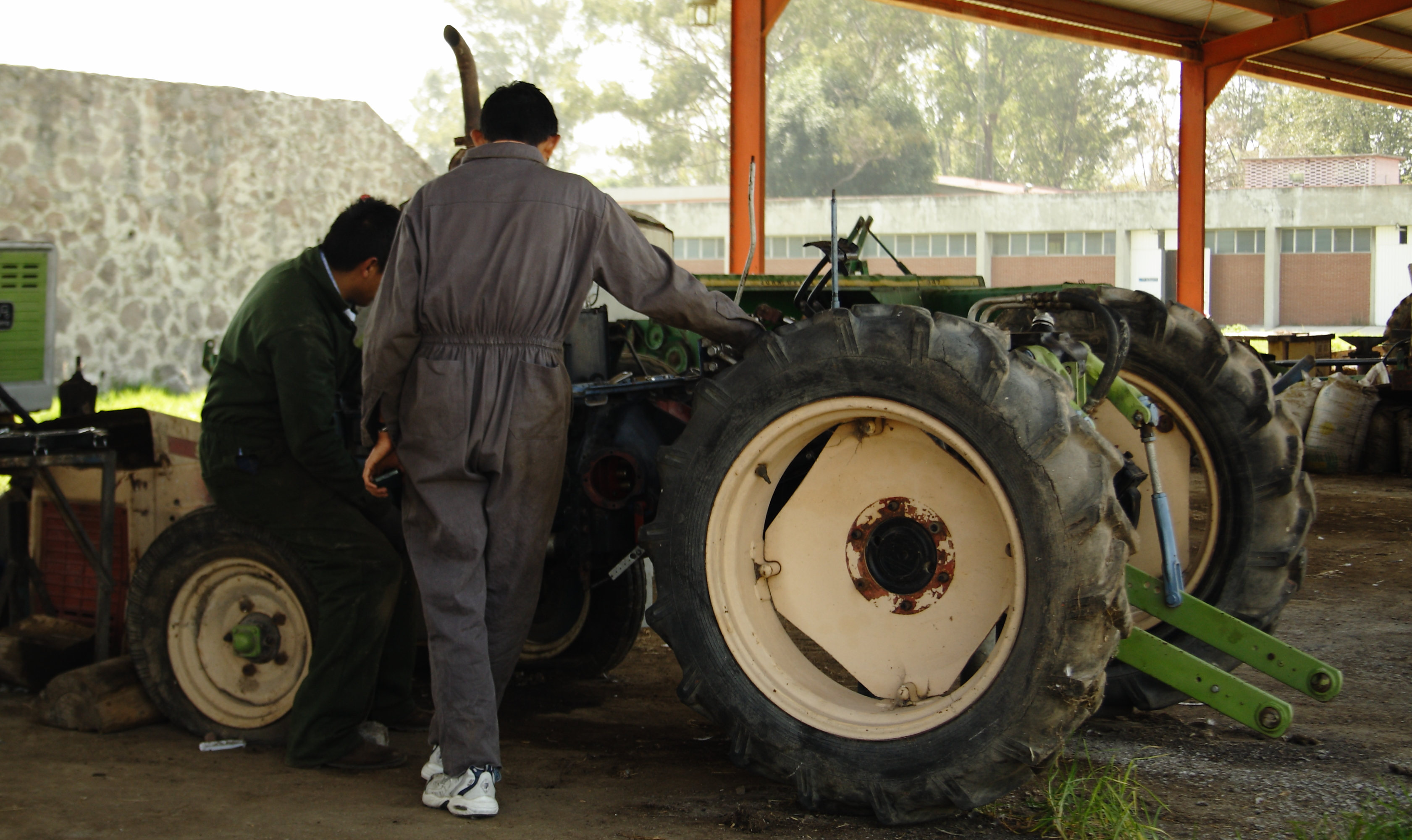
Mantenimiento de un tractor.

El tractor causa la mayoría de los accidentes mortales en el sector agrario. Las causas más importantes de los accidentes más graves al tractor son las siguientes:
- El aplastamiento por vuelco del tractor sin estructura de protección, así como la falta de uso de cinturón de seguridad.
- Los atropellos, tanto de otros trabajadores o pasajeros adicionales como del propio tractorista al subir o bajar del tractor en marcha.
- El atrapamiento por ejes de transmisión, tomas de fuerza, poleas, correas o engranajes también provoca numerosos accidentes.

Por todo ello es indispensable un mantenimiento adecuado del tractor y garantizar que dispone de estructura de protección y cinturón de seguridad. Además el tractor debe ser utilizado únicamente por trabajadores designados para ello, que hayan recibido una formación específica y dispongan del carné reglamentario. Por su parte el tractorista está obligado a hacer un buen uso del tractor respetando las instrucciones y normas de seguridad.

## Tractores a vapor
Los primeros tractores fueron los tractores de vapor. Fueron utilizados en pares a cada lado de un campo a arar (arado a vapor), arrastrado de ida y vuelta entre ellos utilizando un cable de acero. Los tractores a vapor se utilizaron con éxito en la década de 1860, y después de 1900 los tractores de gasolina, más baratos, empezaron a reemplazar a los caballos en el tiro del arado.

## Tractores con motor de combustión
Los primeros ejemplares, con motor de combustión interna eran de ciclo Otto, funcionaban con nafta (gasolina) y luego con queroseno. Más adelante se fabricaron con motores diésel que usan gasoil, un combustible más barato. El primer tractor con motor de gasoil fue producido por el Benz-Sendling en 1922, en Alemania.
En la actualidad se utiliza también una mezcla de gasoil con gas natural comprimido, haciendo aún más barato el combustible para el motor y aumentando su rendimiento. Estos tractores son el camino para que en el futuro se sigan desarrollando sistemas más evolucionados que permitan avanzar en el campo agropecuario.

## Marcas de tractores
En todo el mundo hay infinidad de marca de tractores (lista 1 y lista 2 de fabricantes en la Wikipedia inglesa). Algunos de los más destacados son:
- John Deere
- Mahindra
- Famulus
- Fendt
- ZETOR
- Metalfor
- Marani-Agrinar
- Ebro
- Kubota
- Lanz Bulldog
- Claas
- Case
- New Holland
- Lamborghini
- Same
- Massey Ferguson
- Renault
- Fiatagri
- Ford
- Antonio Carraro
- Landini
- Valtra
- Mercedes-Benz
- Jinma
- BCS
- Iseki
- Pauny
- Ferrari
- BJR
- GMr
- Pasquali
- Deutz-Fahr
- Valpadana
- Hurlimann
- Bührer
- Barreiros
- Caterpillar
- Agria
- Mccormick